# Scopula tanalorum
Scopula tanalorum là một loài bướm đêm trong họ Geometridae.